# Феррейра, Марку
Ма́рку Жу́лиу Каштанье́йра Алфо́нсу А́лвеш Ферре́йра (порт. Marco Júlio Castanheira Alfonso Alves Ferreira; род. 12 марта 1978, Вимиозу), более известный как Марку Феррейра (порт. Marco Ferreira) — португальский футболист.
Победитель Кубка УЕФА и Лиги чемпионов УЕФА в составе «Порту».

## Карьера

### Клубная
Начав карьеру в родном Вимиозу, Марку Феррейра сыграл в нескольких клубах Португалии.
В 1997 году он подписал контракт с испанским клубом «Атлетико Мадрид Б», а в 1998 году с японским «Иокогама Флюгельс».
Почти сразу же вернувшись в Португалию, до 2002 года играл в «Пасуш де Феррейра» и «Витории Сетубал».
В 2003 году Марку Феррейра подписал контракт с «Порту». С этой командой он выиграл все титулы, которые у него есть, в том числе, Кубок УЕФА и Лига чемпионов УЕФА, а также дважды чемпионат Португалии.
В 2006 году подписал контракт с «Бенфикой», однако, ни разу не выйдя на поле, в 2007 году на правах аренды перешёл в английский «Лестер Сити», а позже в «Белененсиш».
В 2008 году он перешёл в греческий клуб «Этникос Пирей», где в 2010 году он закончил свою профессиональную карьеру.

### Сборная
Марку Феррейра 12 октября 2002 года дебютировал в составе сборной Португалии в товарищеском матче против сборной Туниса, где вышел на замену Луиша Фигу. Позже в том же году он дважды играл в составе сборной, однако больше он не вызывался на игры.

## Достижения

#### Порту
- Лига чемпионов УЕФА: 2003/04
- Кубок УЕФА: 2002/03
- Чемпион Португалии: 2002/03, 2003/04
- Кубок Португалии по футболу: 2003/04
- Суперкубок Португалии по футболу: 2003